# 에린 플레밍
에린 플레밍(Marilyn Fleming, 1941년 8월 13일 ~ 2003년 4월 15일)은 캐나다의 배우, 영화배우이다.
테미스카밍 쇼어에서 태어났으며 로스앤젤레스에서 사망하였다.

## 영화
- 비올라: 소녀의 기묘한 여행 (2009년)
- 트렉 (2008년)
- 터미네이터 시리즈 - 사라 코너 연대기 (2008년)